# Stephen Daldry
Stephen Daldry, född 2 maj 1961 i Dorset, England, är en brittisk film- och teaterregissör och producent.
Daldry har blivit Oscarsnominerad för bästa regi vid tre tillfällen. Efter att ha inlett karriären med att regissera och producera teaterföreställningar blev hans två första långfilmer (Billy Elliot från 1998 och Timmarna från 2002) Oscarsnominerade i flera kategorier. Billy Elliot blev nominerad för bästa regi, bästa kvinnliga biroll (Julie Walters) och bästa originalmanus. Timmarna blev nominerad i nio kategorier, bland annat bästa film och bästa regi, och vann en Oscar för bästa kvinnliga huvudroll (Nicole Kidman). Daldry erhöll sin tredje Oscarsnominering för bästa regi 2008 med filmen The Reader. Statyetten gick denna gång dock till Danny Boyle och Slumdog Millionaire.

## Filmografi
- 2000 – Billy Elliot
- 2002 – Timmarna
- 2008 – The Reader
- 2011 – Extremt högt och otroligt nära
- 2014 – Trash